# إقليم ليبيريتس
إقليم ليبيريتس (بالتشيكية: Liberecký kraj)‏ هو أحد أقاليم جمهورية التشيك الأربعة عشر التي استحدثت حسب التقسيمات الإدارية الجديدة لجمهورية التشيك سنة 2000. يقع الإقليم في أقصى شمال منطقة بوهيميا التاريخية والبلاد ككل.
عاصمة هذا الأقليم هي ليبيريتس وبها تسمّى، ويحده من الشرق إقليم هرادتس كرالوفه، ومن الجنوب إقليم بوهيميا الوسطى، ومن الغرب إقليم أوستي ناد لابم.

## المقاطعات
يقسم الإقليم إلى 4 مقاطعات وهي:
- مقاطعة تشيسكا ليبا Okres Česká Lípa
- مقاطعة يابلونتس ناد نيسو Okres Jablonec nad Nisou
- مقاطعة ليبيريتس Okres Liberec
- مقاطعة سيميلي Okres Semily

## اقرأ أيضاً
- أقاليم جمهورية التشيك
- ليبيريتس